# Nikola Corporation

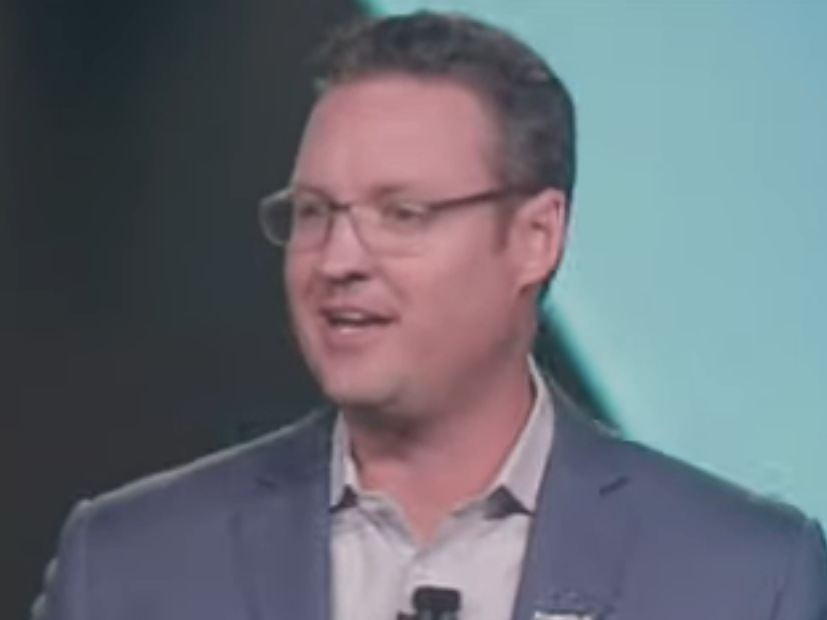
Trevor Milton, kontrowersyjny były prezes Nikola Corporation (2014–2020)

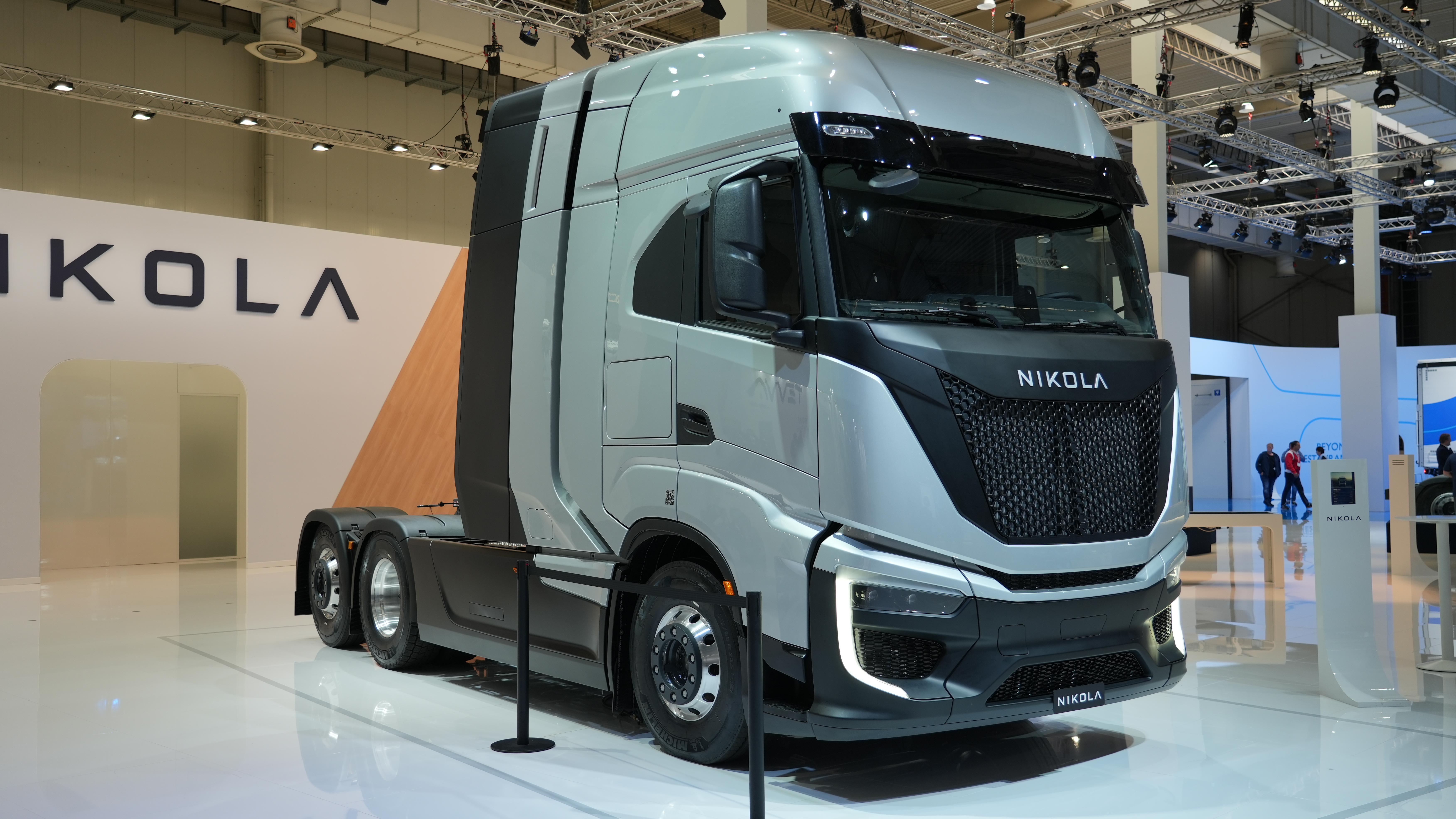
Nikola Tre FCEV

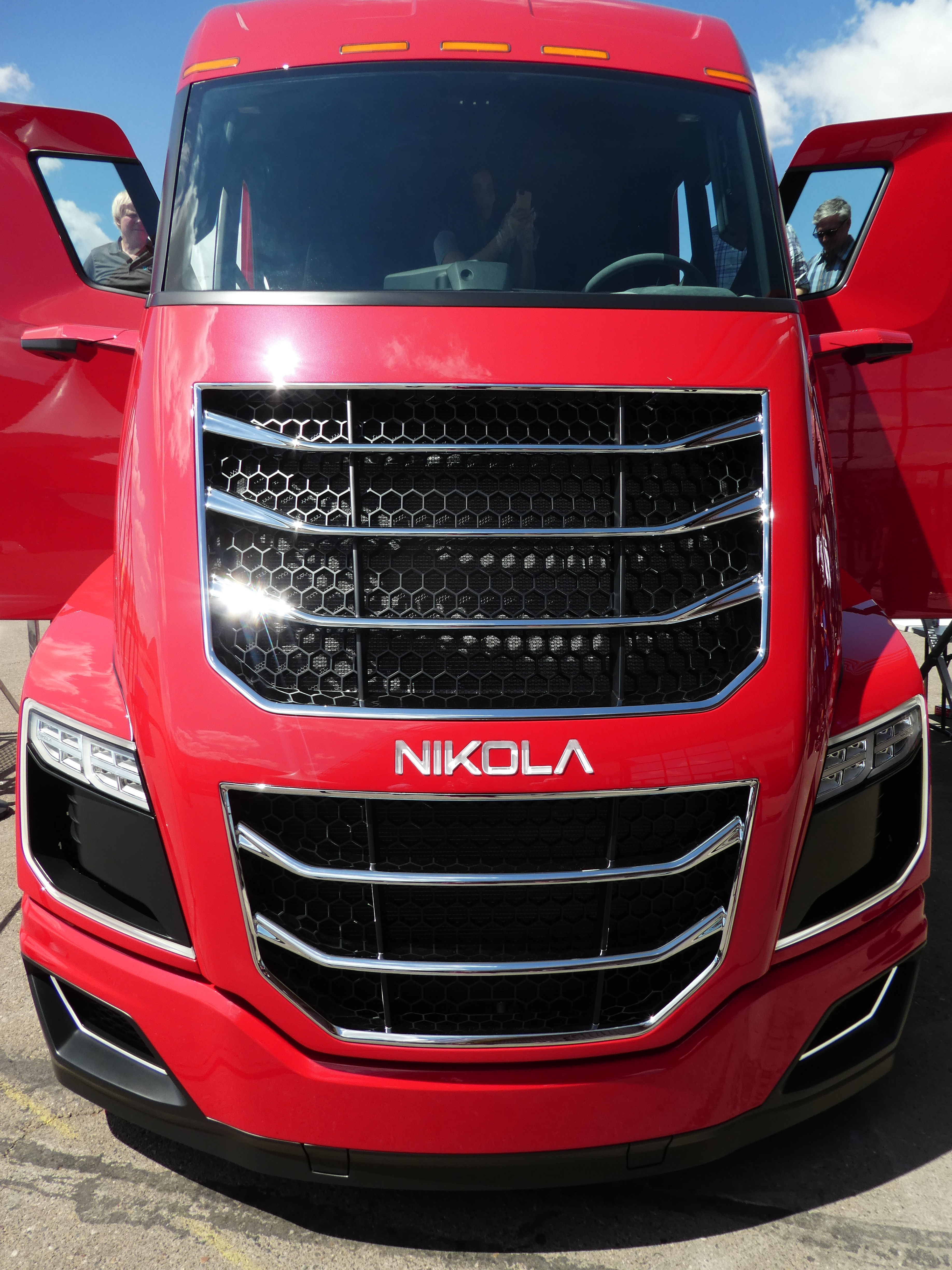
Nikola Two Concept

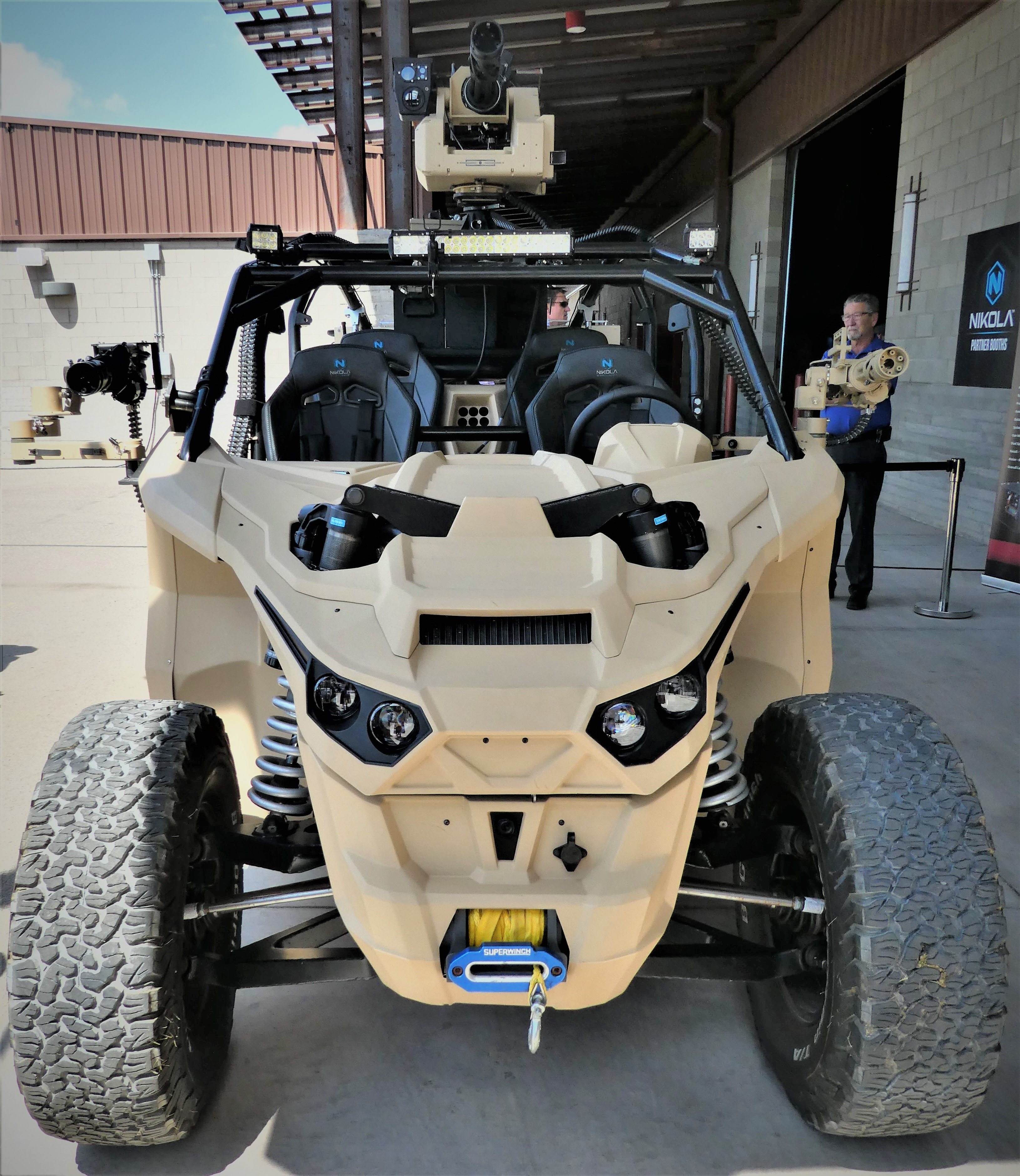
Nikola Reckless Concept

Nikola Corporation – amerykański producent elektrycznych ciężarówek, wcześniej bez powodzenia planujący produkcję pojazdów specjalistycznych oraz elektrycznych pickupów, z siedzibą w Phoenix działający od 2014 roku. 

## Historia
Startup Nikola pod nazwą Nikola Motor Corporation został założony w 2014 roku w Salt Lake City przez miliardera i przedsiębiorcę Trevora Miltona, obierając za cel konstruowanie użytkowych pojazdów specjalistycznych z napędem hybrydowym łączącym silniki elektryczne z wodorowymi ogniwami paliwowymi. Nazwa przedsiębiorstwa nawiązuje do słynnego wynalazcy i inżyniera Nikoli Tesli. Pierwotnie założone w Utah, przedsiębiorstwo ma swoją siedzibę obecnie w Phoenix - stolicy stanu Arizona.
W grudniu 2016 roku Nikola Motor przedstawiło wyniki prac konstrukcyjnych nad pierwszym gotowym pojazdem - ciągnikiem siodłowym o napędzie elektryczno-wodorowym. W momencie premiery spodziewanym pierwszym rokiem produkcji ciężarówki był 2019, jednak pierwsze zamówienia 800 sztuk zaplanowano na 2020 rok na rzecz pierwszego dużego zleceniodawcy - koncernu piwowarskiego Anheuser-Busch.
W grudniu 2017 roku Nikola Motor przedstawiła swoją drugą konstrukcję - elektryczny pojazd typu buggy o nazwie NZT. Na 2019 rok przedsiębiorstwo Nikola zaplanowało ofensywę modelową, prezentując w kwietniu 2019 roku 5 nowych konstrukcji. Spośród ciężarówek, przedstawiono dwa nowe ciągniki siodłowe Two i Tre, a także skuter wodny i wodorowo-elektryczne buggy Reckless.
W lutym 2020 roku Nikola ogłosiła plany opracowania i prezentacji pierwszego samochodu osobowego typu pickup z napędem elektrycznym o nazwie Nikola Badger. Początek produkcji zaplanowano na 2022 rok, z kolei partner do produkcji pojazdu zostanie dopiero ogłoszony. 29 czerwca 2020 roku rozpoczął przyjmowanie rezerwacji na Badgera.
W maju 2020 roku Nikola Motor zmieniło nazwę na Nikola Corporation, dzieląc zarazem swoje struktury na trzy oddziały: zajmujący się konstrukcją pojazdów drogowych i pojazdów specjalistycznych oraz rozwojem ogniw paliwowych.

### Kryzys wizerunkowy
21 września 2020 roku założyciel i dotychczasowy prezes Nikoli Trevor Milton ogłosił rezygnację ze swojego stanowiska w związku z kontrowersjami wokół nieuczciwego informowania inwestorów o faktycznej kondycji spółki, a także zarzutami o spreparowanie materiału filmowego mającego ukazywać rzekomo zdolną do samodzielnego poruszania się ciężarówkę Nikola One - w rzeczywistości, producent spuścił ze wzniesienia nieukończony prototyp bez układu napędowego umożliwiającego samodzielne poruszanie się. Skandal wybuchł po wyniku śledztwa, jakie przeprowadziła agencja Hindenburg Research, co doprowadziło do wszczęcia śledztwa przez amerykańskie organy federalne. Nowym prezesem Nikola Corporation został były pracownik General Motors, Stephen Girsky.
Kryzys wizerunkowy amerykańskiego startupu pogłębił się w listopadzie 2020 roku, kiedy to General Motors wycofało się z wcześniejszego porozumienia na mocy którego miało ono wspomóc proces produkcji elektrycznego pickupa Nikola Badger. Nikola zmuszona była wycofać się z projektu pojazdu, który niespełna kilka miesięcy wcześniej obszernie zapowiedziała.

### Akt oskarżenia
Pod koniec lipca 2021 roku założyciel i były prezes Nikola Corporation, Trevor Milton, po trwającym od września 2020 roku śledztwie został postawiony w stan oskarżenia przez federalnych prokuratorów. Zarzucono mu oszustwa w obrocie papierami wartościowymi, a także kłamstwa na temat rzekomych zasobów finansowych i zdolności inwestycyjnych przedsiębiorstwa. Wszystkie te działania miały na celu zwiększyć wartość akcji firmy i zachęcić potencjalnych inwestorów do zakupu. Skutkowało to szczytową kapitalizacją akcji Nikola w wysokości 8,5 miliarda dolarów amerykańskich. Oskarżyciele zarzucili Miltonowi, że na sprzedaży akcji zarobił ok. 1 miliard dolarów, z kolei inwestorzy w krótkiej perspektywie ponieśli straty.
W wyniku postawionych oskarżeń, Trevor Milton może utracić nieuczciwie pozyskane części swojego majątku, uzyskać dożywotni zakaz pełnienia funkcji zarządczych w podmiotach generujących akcje, a także otrzymać karę grzywny i pozbawienia wolności. Zwolniono go z aresztu po wpłaceniu kaucji o wartości 100 milionów dolarów. Pod koniec grudnia 2021 zarządzana już przez inne osoby, ale uznana za współwinną w postawionych oskarżeniach, Nikola Corporation zgodziła się zawrzeć porozumienie zobowiązujące startup do zapłacenia 125 milionów dolarów kary. Kara rozłożona została na 5 transzy, które firma ma płacić do końca 2023 roku.

### Współpraca z Iveco
Pomimo skandali wizerunkowego wokół założyciela i kwestionowanej wiarygodności Nikola Corporation, we wrześniu 2021 startup nawiązał z powodzeniem współpracę z włoskim producentem samochodów użytkowych Iveco. Na jej mocy w połowie grudnia tego samego roku w niemieckiej fabryce w Ulm rozpoczęła się produkcja ciężarówki Nilola Tre, bliźniaczej wobec modelu Iveco S-Way. W drugiej połowie miesiąca dostarczono pierwsze egzemplarze elektrycznej ciężarówki do nabywcy flotowego w Los Angeles, ostatecznie dostarczając gotowy produkt pomimo zawirowań z ostatniego roku.

## Modele pojazdów

### Obecnie produkowane
- Tre

#### Zaniechane
- Badger
- One
- NZT
- Reckless
- Two